# 目録
目録（もくろく）とは、物の所在を明確にする目的あるいは物の譲渡や寄進が行われる際に作成される、品名や内容、数量などを書き並べて見やすくした文書。

## 概要
「目録」という言葉は一覧・リスト・カタログなどの意味で使われる場合が多い。
しかし、歴史上において「目録」の用例を細かく分類した場合、
- 物の所在を明確にする目的で品名や内容、数量を記した文書。
- 物の授受にあたって作成された証文・明細に相当する文書。
- 有形・無形の進物などを贈る際に実物の代わりに品目などのみを記した文書。
- 行政行為の目的及び結果を記録した公文書。
- 大量の文書・史料・蔵書などの索引機能を持たせた文書（図書目録）。

などに分けることが可能である。
大量の情報を分かりやすい形で一覧可能となるように箇条書きなどの方法が取り入れられている。
また歴史学の世界では、文書目録は当時の政治経済などの情報伝達のあり方を、図書目録は当時の学術水準や書籍流通の状況を知る上において貴重な史料となりえる。

## 歴史
中国では、早くより目録学の考え方が発達しており、日本にも奈良時代以前の段階に伝来したと考えられている。
古代から寺院や行政機関では、財産管理や業務上の必要から多くの目録が作成されていた。公式令には官司は15日ごとに作成・伝達された公文書及び草案をまとめて保管するとともにその所蔵目録作成が義務付けられていた。

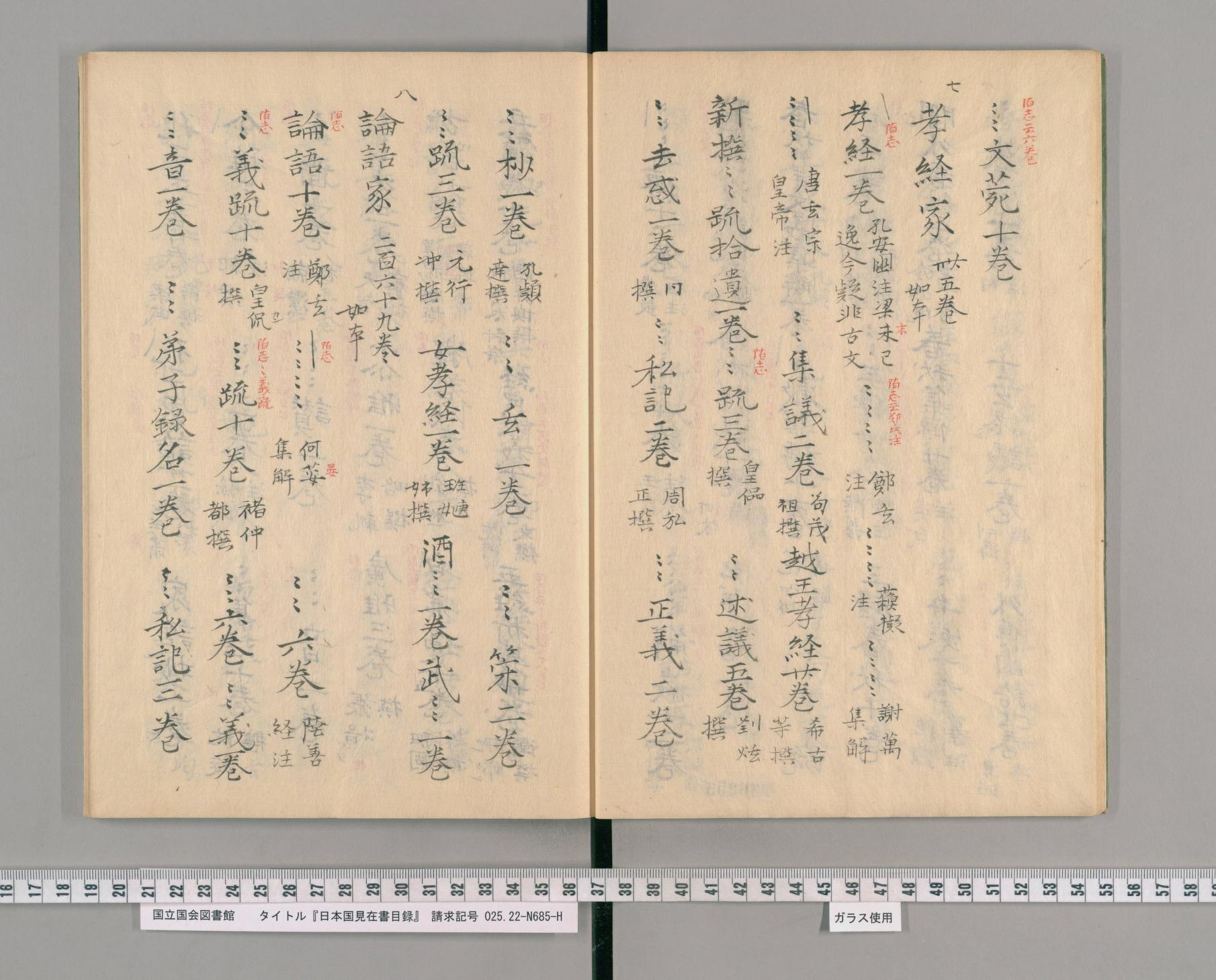
日本国見在書目録

例えば、寺院では寺院の住持の交替の際に仏具・法具などの什器や文書などの一覧を記した資財帳や土地を記した水陸田目録が作成された。官司でも国司の交替の際に正税などの在庫を確認する交替実録帳や班田実施時に作成する班田帳簿目録などが作られた。平安時代に入ると、個人による目録が作成された。まず、唐に留学していた「入唐八僧」（「入唐八家」とも、最澄、空海、恵運、円行、常暁、宗叡、円仁、円珍）と呼ばれる僧侶達が帰国した際に持ち帰った書物などを記録した将来目録（請来目録）が作成された。貴族達においては2つの特徴的な目録が作成される。まず、現代の図書目録の祖にあたる「書目」が作成された。藤原佐世が勅命を奉じて作成した『日本国見在書目録』や藤原通憲（信西）が個人蔵書を記した『通憲入道蔵書目録』、滋野井実冬説などがある『本朝書籍目録』などが知られている。また、時代が下ると既存の目録の刊行も行われ、初期のものとしては安達泰盛が高野山にある空海の請来目録を刊行したことが知られ、江戸時代には出版業の隆盛とともに多数の書籍が刊行されたことから、それらを対象とした目録も刊行されるようになった。もう1つは日記や文書を内容ごとに目録を作成して後日に先例を調べる際の参考とするもので、藤原実資の『小右記』には『小記目録』という目録が存在している。勿論、財産関係の目録も作成され、所領や財産の生前または死後に譲渡するために作成された譲状・処分状も目録の形式となっている。特に財産関係の目録は所領などの相論が発生した場合には、文書の存在の有無が判断の最大の決め手になったことから、こうした目録や公験、絵図その他の文書をまとめて保管し、かつ文書目録（具書目録・重書目録）を作成して万が一に備えた。12世紀に東大寺寛信が文書目録を作成した際の記録が今日も残されている。
中世に入ると荘園領主や公家・武士・僧侶達によって多くの目録が作られるようになる。荘園や所領に関する荘園目録、所領目録、検注の結果を示す検注目録、耕作面積と人員を示す作田目録、年貢の進納状況を示す結解目録などがあった。江戸時代に江戸幕府や諸藩によって作成された勘定帳や年貢皆済目録もこの流れを汲んだものである。更に戦国時代に今川氏が作成した分国法も「今川仮名目録」と呼ぶ。これは個々の行政文書の形式で出されていた法令を1つの法典の形式に集積・分類した目録の形式によって公布されたものと考えられたことによる。
さて、寄進の際に出される目録は相手が上位の身分者（寺社に鎮座する神仏を含む）であったため、相応の儀礼を伴うものとなり、後世の礼法においては転じて相手に進物・贈物をする際の目録の書札礼へと発展していった。寄進のための目録は鳥子紙の折紙を用いて端と中奥を折って三等分とし、更に同じ紙をもう一枚礼紙として添えて厚く包む厚礼を用いている。進物目録や結納目録になると半折の折紙となり、出す対象によって用いる紙が異なっていた。更に古い書札礼では「目録」と書かないことされていたが、明治以後は書かれる事が多くなった。今日では卒業式や結婚など、記念に物を贈る場合も、何を贈ったかを一覧に記し、式典等ではその目録を手渡すこととされ、進物として実際に金円を送る場合にも婉曲的言換えとして「目録」の語が用いられる。
更に武術・芸能など目には見えない技術を伝授する際にもその内容をまとめた文書を目録と呼んだ。これがそのまま奥義伝授を証明する免許目録（通常切紙以上免許以下に置かれる場合が多い）としても用いられるようになった。
蔵書目録も中世・近世を通じて作成され続けた。明治になると、図書館が設置されるようになり、図書館に置いてある資料のリストである図書目録を作成するための図書館学の技術として資料組織論や図書分類法などが導入されるようになった。